# David Graeber

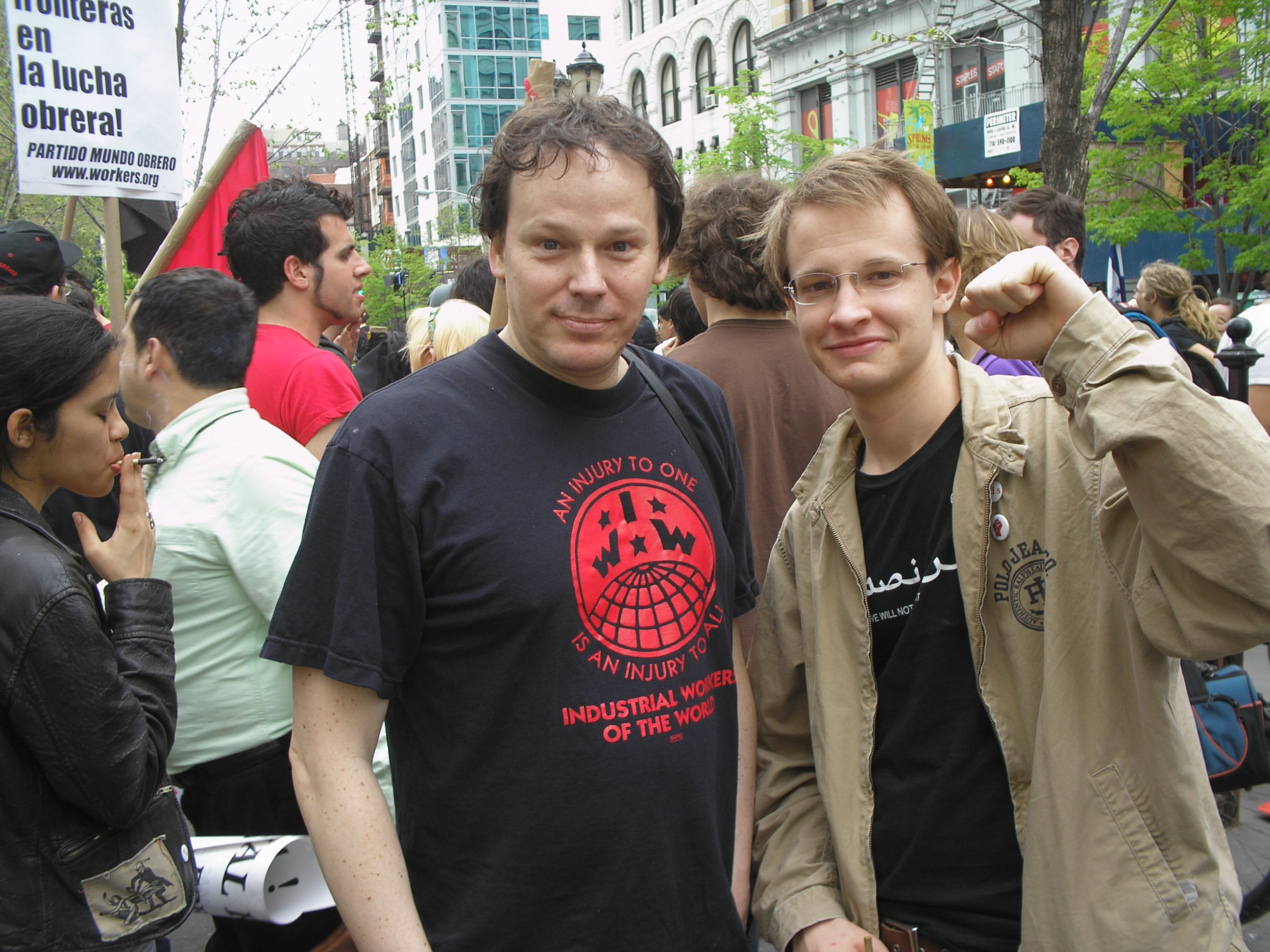
David Graeber den 1 maj 2007.

David Rolfe Graeber (IPA: /ˈɡreɪbər/), född 12 februari 1961 i New York, New York, död 2 september 2020 i Venedig, Italien, var en amerikansk antropolog, arbetskritiker och anarkist. 
Han skrev ett antal böcker varav den mest kända är Skuld. De första 5000 åren, från 2011.
I början av 2000-talet deltog Graeber i antiglobaliseringsrörelsens protester till förmån för skuldavskrivningar för de fattiga länderna, och var med om att nästan sänka institutioner som International Monetary Fund (IMF) under följande år. Han var därefter aktiv i Occupy-rörelsen och anses ha myntat dess slogan We are the 99%.
Graeber var professor i antropologi vid London School of Economics. Han var tidigare biträdande professor vid Yale University, men hans förordnande förlängdes inte; något som väckte stor uppmärksamhet.

## Uppmärksammade ståndpunkter
Graeber analyserar utifrån antropologiskt perspektiv grunderna för det ekonomisk-samhälleliga systemet i likhet med Marcel Mauss och Alain Caillé och framlägger en historietolkning som skiljer sig avsevärt från den gängse i standardläroböcker i ekonomisk historia.

### 'Skuld. De första 5000 åren'[14]
Skuld och kredit är enligt Graeber sannolikt äldst inom handeln. Byteshandel och betalning i pengar kom långt senare och var begränsade till varuutbyten där tilliten mellan parterna var låg eller obefintlig.
Så långt tillbaka vi har historisk eller arkeologisk inblick har människor med makt satt upp regler som gynnar dem själva och gör alla andra fattigare och förslavade.[källa behövs]

### Bullshit jobs
I sin bok om Occupy-rörelsen och närliggande frågor, The Democracy Project, 2013, tar han upp ökandet av meningslösa anställningar (bullshit jobs). Han har sammanfattat just detta i en artikel i Strike.
År 1930 förutsåg John Maynard Keynes att teknologin vid seklets slut skulle vara tillräckligt avancerad för att länder som Storbritannien och USA uppnått en 15-timmars arbetsvecka. Det finns all anledning att tro att han hade rätt. Vad teknologin beträffar skulle vi gott och väl kunna ha det så. Men ändå inträffade inte detta. I stället har teknologin letts att, om inget annat, räkna ut sätt att få oss att arbeta mer. För att uppnå detta har jobb måst skapas som, i själva verket, är meningslösa. En väldig massa människor i Europa och Nordamerika i synnerhet tillbringar hela sitt arbetsliv med att utföra uppgifter som de innerst inne misstänker inte behöver utföras. Det är ett sår djupt in i vår kollektiva själ. Ändå talar praktiskt talat ingen om det.
Men hellre än att tillåta en massiv reducering av arbetstimmar för att ge världens befolkning frihet att fullfölja sina egna projekt, nöjen, visioner och idéer, menar Graeber att vi i stället sett uppblåsandet av nya sysselsättningar inom finansbranschen och andra meningslösa branscher, liksom branscher som går in och gör uppgifter som folk inte kan göra själva därför de är låsta i meningslös sysselsättning.
I stället skapas press och motvilja mot dem som verkligen och bevisligen utför produktivt arbete. Som inom vård, skola och omsorg.
Om någon räknat ut en arbetsreglering perfekt lämpad att upprätthålla finanskapitalets makt, är det svårt att se hur dom kunnat göra ett bättre jobb.

Verkliga, produktiva arbetare pressas och utnyttjas utan anstånd. Återstoden delas mellan ett terroriserat skikt av – allmänt föraktade – arbetslösa och ett än större skikt som strängt taget betalas för att göra ingenting i befattningar som är utformade att få dem att identifiera sig med den härskande klassens syn och tyckande (direktörer, administratörer, osv) – och särskilt i dess skepnad av finansmän. Men! Som på samma gång när en jäsande motvilja mot envar vars arbete har ett klart och obestridligt socialt värde.

### Byråkrati och 'liberalismens järnlag'
2015 publicerade Graeber Reglernas utopi : om teknologi, enfald och byråkratins hemliga fröjder (på svenska 2016) där han hävdar att de privata företagen är lika byråkratiska som (eller till och med i ännu högre grad än) den offentliga sektorns och att byråkratin är den moderna kapitalismens gissel. (En argumentation där det är lätt att se en parallell till den klassiska sociologen Max Weber.) Idén att marknaden står fri var tänkt att rättfärdiga en laissez-faire-policy för att krympa statens roll. Det Graeber kallar liberalismens järnlag fastslår att ”varje åtgärd som syftar till att reducera byråkratin och främja marknadskrafterna, är att öka det totala antalet regleringar, den totala mängden pappersarbete och det totala antalet statliga byråkratier”.